# Barbadosi dollár
A barbadosi dollár Barbados hivatalos pénzneme 1882 és 1950 között, valamint 1972 óta. Barbadoson 1950 és 1965 között a  British Caribbean Territories Eastern Group Currency Borad, 1965 és 1973 között a Kelet-karibi Valutahatóság (East Caribbean Currency Authority) papírpénzei voltak forgalomban.

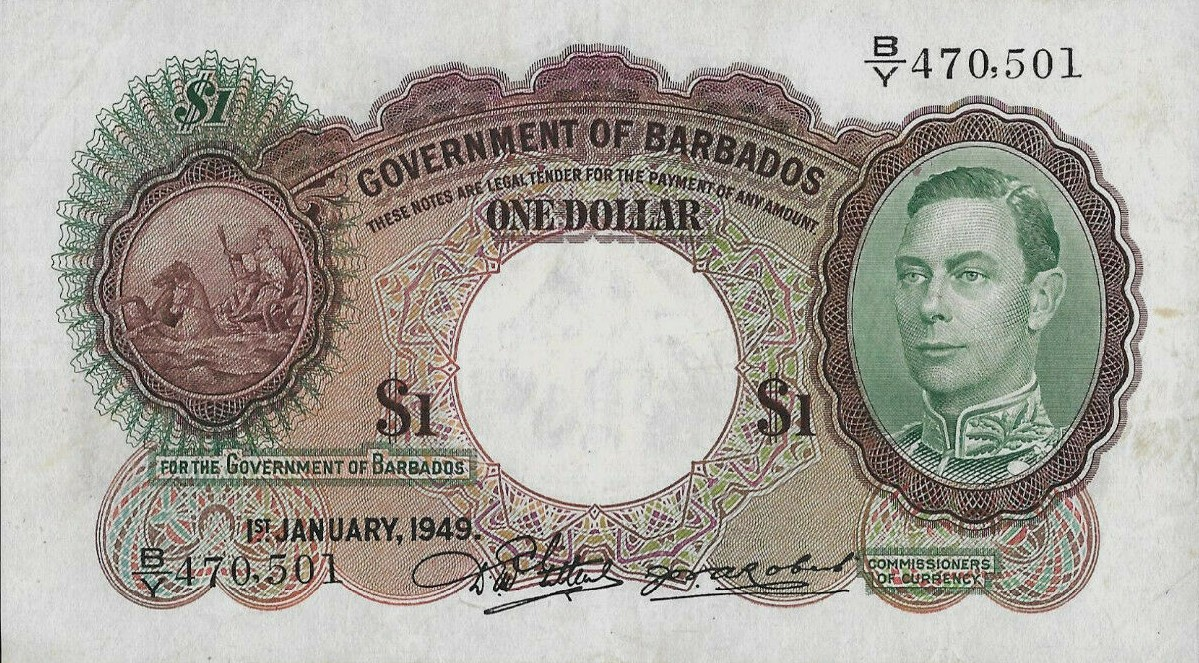
A brit gyarmati kormányzóság (Government of Barbados) 1949-es 1 dolláros címlete VI. György király portréjával. A kormányzóság 1, 2, 5, 20 és 100 dollárosokat bocsátott ki.

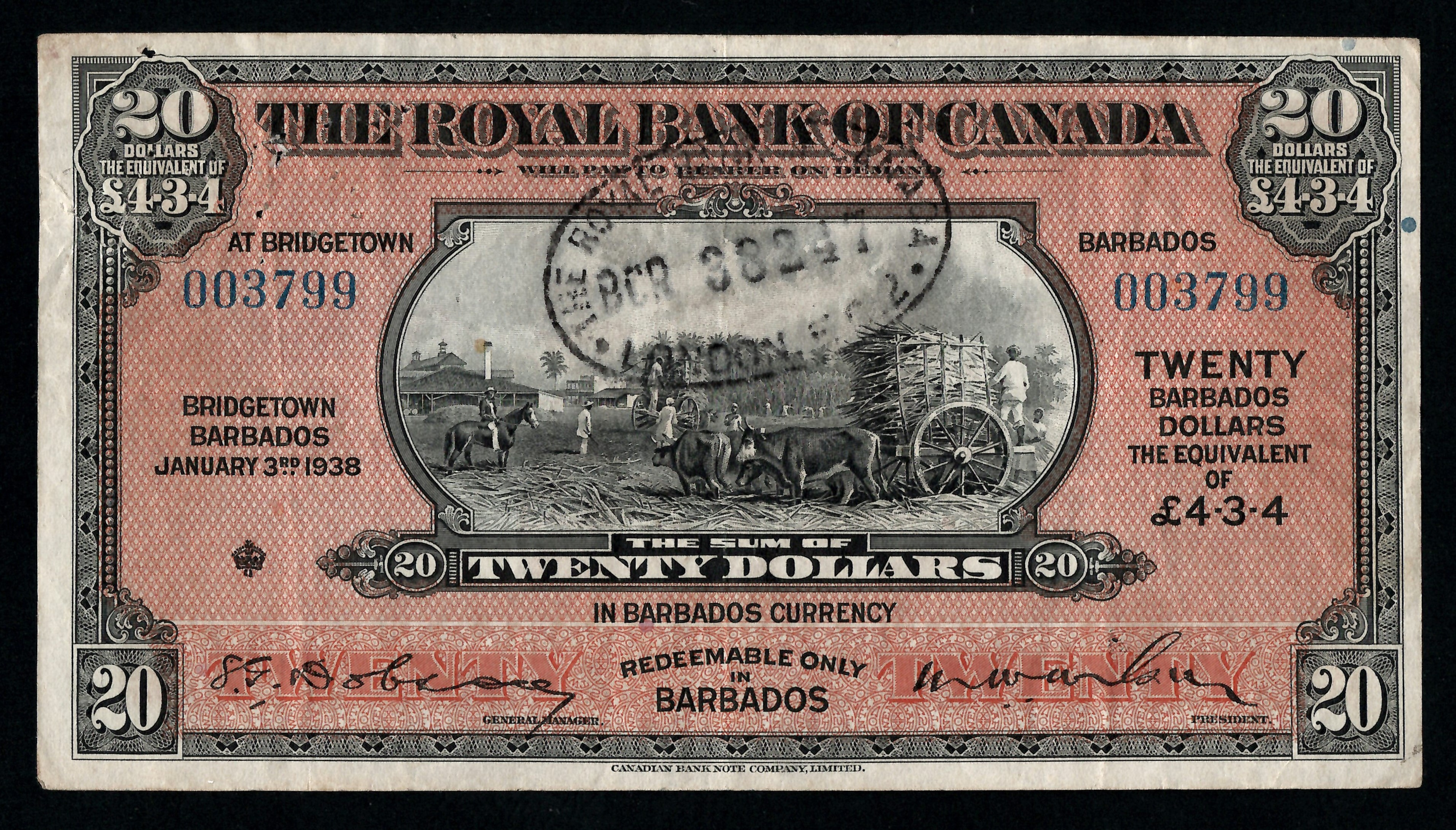
A Royal Bank of Canada brit kereskedelmi bank által 1938-ban Barbados számára kibocsátott 20 dolláros (= 4 brit font sterling, 4 shilling, 3 penny) bankjegy.

## Érmék
2014. május 7-étől a Központi Bank nem ad ki több 1 centes érmét.
| Névérték | Átmérő    | Tömeg      | Visszavonás    |
| -------- | --------- | ---------- | -------------- |
| 1 cent   | 18,861 mm | 2,78 gramm | 2014. május 7. |
| 5 cent   | 20,975 mm | 3,46 gramm | forgalomban    |
| 10 cent  | 17,773 mm | 2,09 gramm | forgalomban    |
| 25 cent  | 23,664 mm | 5,10 gramm | forgalomban    |
| 1 dollár | 25,85 mm  | 5,95 gramm | forgalomban    |

## Bankjegyek

### 2013-as sorozat
Kezdetben csak papír bankjegyeket bocsátottak ki, viszont 2022 óta változatlan formában, de polimer alapú bankjegyek kerültek forgalomban. A bankjegyeket a De La Rue bankjegynyomdában készítik.
| Névérték   | Méret       | Szín                | Leírás                                            | Leírás                                         | Dátumok   | Dátumok        | Dátumok     |
| Névérték   | Méret       | Szín                | Előoldal                                          | Hátoldal                                       | nyomtatás | kibocsátás     | visszavonás |
| ---------- | ----------- | ------------------- | ------------------------------------------------- | ---------------------------------------------- | --------- | -------------- | ----------- |
| 2 dollár   | 150 x 65 mm | kék                 | szigony, Barbados térképe, John Redman Bovell     | Morgan Lewis szélmalom St. Andrew-ban, szigony | 2013      | 2013. május 2. | forgalomban |
| 5 dollár   | 150 x 65 mm | zöld                | szigony, Barbados térképe, Frank Worrell          | Cave Hill Campus, szigony                      | 2013      | 2013. május 2. | forgalomban |
| 10 dollár  | 150 x 65 mm | barna               | szigony, Barbados térképe, Charles Duncan O’Neal  | Charles Duncan O’Neal híd Bridgetown-ban       | 2013      | 2013. május 2. | forgalomban |
| 20 dollár  | 150 x 65 mm | lila                | szigony, Barbados térképe, Samuel Jackman Prescod | szigony, parlament épülete                     | 2013      | 2013. május 2. | forgalomban |
| 50 dollár  | 150 x 65 mm | narancsssárga       | szigony, Barbados térképe, Errol Barrow           | szigony, Függetlenségi tér                     | 2013      | 2013. május 2. | forgalomban |
| 100 dollár | 150 x 65 mm | barna, lila, szürke | szigony, Barbados térképe, Grantley Adams         | szigony, Grantley Adams nemzetközi repülőtér   | 2013      | 2013. május 2. | forgalomban |